# SWM G03
Le G03 est un crossover à sept places produit par le constructeur automobile chinois Speedy Working Motors (SWM) en Chine.

## Caractéristiques techniques

### Motorisation
Le SUV est doté d'un quatre cylindres atmosphérique de 1 499 cm3 d'une puissance de 110 ch et 155 N m de couple.